# إسحاق في الإسلام
إِسْحَاق بن إِبْرَاهِيم هو نبي الله ورسوله، يعتبره المسلمون نبيًا تمامًا كالمسيحيين واليهود، ويعتبر إسحاق في الإسلام نبيًا مهمًا لأنه ابن النبي إبراهيم وزوجته سارة ويقدسونه هو وإسماعيل لكون جبريل الوحي قد نزل على كلاً منهما بحسب معتقد المسلمين وهما وارثا والدهما إبراهيم. وذكر إسحاق في 16 آية في القرآن على أنه من الأنبياء.

## نسبه
إسحاق هو ابن النبي إبراهيم من زوجته سارة، وقد كانت البشارة بمولده من الملائكة لإبراهيم وسارة، لَمَّا مروا بهم ضيوفا وهم ذاهبون إلى مدائن قوم لوط، ليدمروها عليهم لكفرهم وفجورهم.

## سيرته
لا يذكر القرآن غير ومضات سريعة عن إسحاق، فذكر أن ميلاده كان معجزة وبشارة وفرحة لأبويه إبراهيم وسارة الطاعنَيْن في السِّن، فبشرتهم به الملائكة، فعمت الفرحة والسرور بيت إبراهيم الذي سجد شاكراً لربه. وورد في البشرى اسم ابنه يعقوب (لأنه كان ممسكاً بعقب أخيه التوأم عيسو). وقد جاء ميلاده بعد سنوات من ولادة أخيه إسماعيل من زوجة إبراهيم الثانية هاجر. ولقد قر قلبا إبراهيم وسارة بمولد إسحاق ثم مولد ابنه يعقوب، وأثنى الله عليه كنبي من الصالحين.
ذكره الله في القرآن بأنه غلام عليم، وأنه من المصطفين الأخيار، وأنه من أولي الأيدي والأبصار، وأنه من الأئمة الذين يهدون بأمر الله وأنه من أنبياء الله الصالحين وجعله الله رسولاً نبياً ومن نسله يعقوب ومن يعقوب جاء يوسف والأسباط.

## ذكره في القرآن

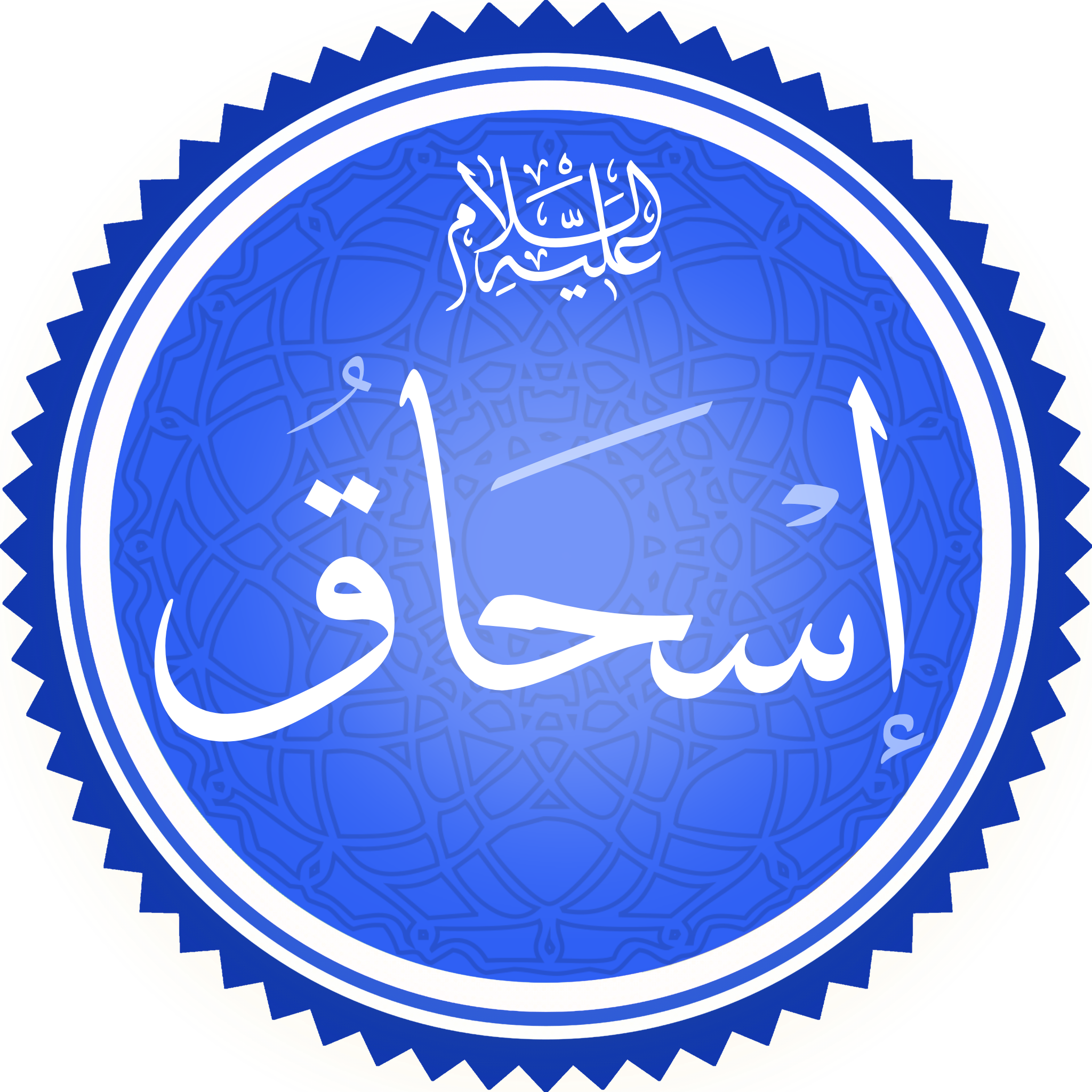
تخطيط اسم إسحاق بخط الثلث.

ذُكر إسحاق في القرآن باسمه في ستة عشر آية هي:
- ﴿أَمْ كُنْتُمْ شُهَدَاءَ إِذْ حَضَرَ يَعْقُوبَ الْمَوْتُ إِذْ قَالَ لِبَنِيهِ مَا تَعْبُدُونَ مِنْ بَعْدِي قَالُوا نَعْبُدُ إِلَهَكَ وَإِلَهَ آبَائِكَ إِبْرَاهِيمَ وَإِسْمَاعِيلَ وَإِسْحَاقَ إِلَهًا وَاحِدًا وَنَحْنُ لَهُ مُسْلِمُونَ ۝١٣٣﴾ سورة البقرة، الآية 133.[4]

- ﴿قُولُوا آمَنَّا بِاللَّهِ وَمَا أُنْزِلَ إِلَيْنَا وَمَا أُنْزِلَ إِلَى إِبْرَاهِيمَ وَإِسْمَاعِيلَ وَإِسْحَاقَ وَيَعْقُوبَ وَالْأَسْبَاطِ وَمَا أُوتِيَ مُوسَى وَعِيسَى وَمَا أُوتِيَ النَّبِيُّونَ مِنْ رَبِّهِمْ لَا نُفَرِّقُ بَيْنَ أَحَدٍ مِنْهُمْ وَنَحْنُ لَهُ مُسْلِمُونَ ۝١٣٦﴾ سورة البقرة، الآية 136.[5]

- ﴿أَمْ تَقُولُونَ إِنَّ إِبْرَاهِيمَ وَإِسْمَاعِيلَ وَإِسْحَاقَ وَيَعْقُوبَ وَالْأَسْبَاطَ كَانُوا هُودًا أَوْ نَصَارَى قُلْ أَأَنْتُمْ أَعْلَمُ أَمِ اللَّهُ وَمَنْ أَظْلَمُ مِمَّنْ كَتَمَ شَهَادَةً عِنْدَهُ مِنَ اللَّهِ وَمَا اللَّهُ بِغَافِلٍ عَمَّا تَعْمَلُونَ ۝١٤٠﴾ سورة البقرة، الآية 140.[6]

- ﴿قُلْ آمَنَّا بِاللَّهِ وَمَا أُنْزِلَ عَلَيْنَا وَمَا أُنْزِلَ عَلَى إِبْرَاهِيمَ وَإِسْمَاعِيلَ وَإِسْحَاقَ وَيَعْقُوبَ وَالْأَسْبَاطِ وَمَا أُوتِيَ مُوسَى وَعِيسَى وَالنَّبِيُّونَ مِنْ رَبِّهِمْ لَا نُفَرِّقُ بَيْنَ أَحَدٍ مِنْهُمْ وَنَحْنُ لَهُ مُسْلِمُونَ ۝٨٤﴾ سورة آل عمران، الآية 84.[7]

- ﴿إِنَّا أَوْحَيْنَا إِلَيْكَ كَمَا أَوْحَيْنَا إِلَى نُوحٍ وَالنَّبِيِّينَ مِنْ بَعْدِهِ وَأَوْحَيْنَا إِلَى إِبْرَاهِيمَ وَإِسْمَاعِيلَ وَإِسْحَاقَ وَيَعْقُوبَ وَالْأَسْبَاطِ وَعِيسَى وَأَيُّوبَ وَيُونُسَ وَهَارُونَ وَسُلَيْمَانَ وَآتَيْنَا دَاوُدَ زَبُورًا ۝١٦٣﴾ سورة النساء، الآية 163.[8]

- ﴿وَوَهَبْنَا لَهُ إِسْحَاقَ وَيَعْقُوبَ كُلًّا هَدَيْنَا وَنُوحًا هَدَيْنَا مِنْ قَبْلُ وَمِنْ ذُرِّيَّتِهِ دَاوُدَ وَسُلَيْمَانَ وَأَيُّوبَ وَيُوسُفَ وَمُوسَى وَهَارُونَ وَكَذَلِكَ نَجْزِي الْمُحْسِنِينَ ۝٨٤﴾ سورة الأنعام، الآية 84.[9]

- ﴿وَامْرَأَتُهُ قَائِمَةٌ فَضَحِكَتْ فَبَشَّرْنَاهَا بِإِسْحَاقَ وَمِنْ وَرَاءِ إِسْحَاقَ يَعْقُوبَ ۝٧١﴾ سورة هود، الآية 71.[10]

- ﴿وَكَذَلِكَ يَجْتَبِيكَ رَبُّكَ وَيُعَلِّمُكَ مِنْ تَأْوِيلِ الْأَحَادِيثِ وَيُتِمُّ نِعْمَتَهُ عَلَيْكَ وَعَلَى آلِ يَعْقُوبَ كَمَا أَتَمَّهَا عَلَى أَبَوَيْكَ مِنْ قَبْلُ إِبْرَاهِيمَ وَإِسْحَاقَ إِنَّ رَبَّكَ عَلِيمٌ حَكِيمٌ ۝٦﴾ سورة يوسف، الآية 6.[11]

- ﴿وَاتَّبَعْتُ مِلَّةَ آبَائِي إِبْرَاهِيمَ وَإِسْحَاقَ وَيَعْقُوبَ مَا كَانَ لَنَا أَنْ نُشْرِكَ بِاللَّهِ مِنْ شَيْءٍ ذَلِكَ مِنْ فَضْلِ اللَّهِ عَلَيْنَا وَعَلَى النَّاسِ وَلَكِنَّ أَكْثَرَ النَّاسِ لَا يَشْكُرُونَ ۝٣٨﴾ سورة يوسف، الآية 38.[12]

- ﴿الْحَمْدُ لِلَّهِ الَّذِي وَهَبَ لِي عَلَى الْكِبَرِ إِسْمَاعِيلَ وَإِسْحَاقَ إِنَّ رَبِّي لَسَمِيعُ الدُّعَاءِ ۝٣٩﴾ سورة إبراهيم، الآية 39.[13]

- ﴿فَلَمَّا اعْتَزَلَهُمْ وَمَا يَعْبُدُونَ مِنْ دُونِ اللَّهِ وَهَبْنَا لَهُ إِسْحَاقَ وَيَعْقُوبَ وَكُلًّا جَعَلْنَا نَبِيًّا ۝٤٩﴾ سورة مريم، الآية 49.[14]

- ﴿وَوَهَبْنَا لَهُ إِسْحَاقَ وَيَعْقُوبَ نَافِلَةً وَكُلًّا جَعَلْنَا صَالِحِينَ ۝٧٢﴾ سورة الأنبياء، الآية 72.[15]

- ﴿وَوَهَبْنَا لَهُ إِسْحَاقَ وَيَعْقُوبَ وَجَعَلْنَا فِي ذُرِّيَّتِهِ النُّبُوَّةَ وَالْكِتَابَ وَآتَيْنَاهُ أَجْرَهُ فِي الدُّنْيَا وَإِنَّهُ فِي الْآخِرَةِ لَمِنَ الصَّالِحِينَ ۝٢٧﴾ سورة العنكبوت، الآية 27.[16]

- ﴿وَبَشَّرْنَاهُ بِإِسْحَاقَ نَبِيًّا مِنَ الصَّالِحِينَ ۝١١٢﴾ سورة الصافات، الآية 112.[17]

- ﴿وَبَارَكْنَا عَلَيْهِ وَعَلَى إِسْحَاقَ وَمِنْ ذُرِّيَّتِهِمَا مُحْسِنٌ وَظَالِمٌ لِنَفْسِهِ مُبِينٌ ۝١١٣﴾ سورة الصافات، الآية 113.[18]

- ﴿وَاذْكُرْ عِبَادَنَا إِبْرَاهِيمَ وَإِسْحَاقَ وَيَعْقُوبَ أُولِي الْأَيْدِي وَالْأَبْصَارِ ۝٤٥﴾ سورة ص، الآية 45.[19]

قال ابن كثير في تفسيره: يخبر تعالى أنه وهب لإبراهيم إسحاق، بعد أن طَعَن في السن، وأيس هو وامرأته «سارة» من الولد، فجاءته الملائكة وهم ذاهبون إلى قوم لوط، فبشروهما بإسحاق، فتعجبت امرأته من ذلك، وقالت: ﴿قَالَتْ يَا وَيْلَتَا أَأَلِدُ وَأَنَا عَجُوزٌ وَهَذَا بَعْلِي شَيْخًا إِنَّ هَذَا لَشَيْءٌ عَجِيبٌ ۝٧٢ قَالُوا أَتَعْجَبِينَ مِنْ أَمْرِ اللَّهِ رَحْمَةُ اللَّهِ وَبَرَكَاتُهُ عَلَيْكُمْ أَهْلَ الْبَيْتِ إِنَّهُ حَمِيدٌ مَجِيدٌ ۝٧٣﴾ سورة هود، الآيتين 72 و 73، وبشروه مع وجوده بنبوته، وبأن له نسلا وعَقِبا، كما قال: ﴿وَبَشَّرْنَاهُ بِإِسْحَاقَ نَبِيًّا مِنَ الصَّالِحِينَ ۝١١٢﴾ سورة الصافات، الآية 112، وهذا أكمل في البشارة، وأعظم في النعمة، وقال: ﴿وَامْرَأَتُهُ قَائِمَةٌ فَضَحِكَتْ فَبَشَّرْنَاهَا بِإِسْحَاقَ وَمِنْ وَرَاءِ إِسْحَاقَ يَعْقُوبَ ۝٧١﴾ سورة هود، الآية 71 أي: ويولد لهذا المولود ولد في حياتكما، فتقر أعينكما به كما قرت بوالده، فإن الفرح بولد الولد شديد لبقاء النسل والعقب، ولما كان ولد الشيخ والشيخة قد يتوهم أنه لا يَعْقب لضعفه، وقعت البشارة به وبولده باسم «يعقوب»، الذي فيه اشتقاق العقب والذرية، وكان هذا مجازاة لإبراهيم ، حين اعتزل قومه وتركهم، ونزح عنهم وهاجر من بلادهم ذاهبا إلى عبادة الله في الأرض، فعوضه الله ، عن قومه وعشيرته بأولاد صالحين من صلبه على دينه، لتقر بهم عينه، كما قال تعالى: ﴿فَلَمَّا اعْتَزَلَهُمْ وَمَا يَعْبُدُونَ مِنْ دُونِ اللَّهِ وَهَبْنَا لَهُ إِسْحَاقَ وَيَعْقُوبَ وَكُلًّا جَعَلْنَا نَبِيًّا ۝٤٩﴾ سورة مريم، الآية 49، وقال: ﴿وَوَهَبْنَا لَهُ إِسْحَاقَ وَيَعْقُوبَ كُلًّا هَدَيْنَا وَنُوحًا هَدَيْنَا مِنْ قَبْلُ وَمِنْ ذُرِّيَّتِهِ دَاوُدَ وَسُلَيْمَانَ وَأَيُّوبَ وَيُوسُفَ وَمُوسَى وَهَارُونَ وَكَذَلِكَ نَجْزِي الْمُحْسِنِينَ ۝٨٤﴾ سورة الأنعام، الآية 84.

## وصلات خارجية
| إسحاق في الإسلام |                           |            |
| سبقه إسماعيل     | الأنبياء في الإسلام إسحاق | تبعه يعقوب |